# Seo-myeon, Cheorwon-gun
Seo-myeon (koreanska: 서면) är en socken i kommunen Cheorwon-gun i provinsen Gangwon i den norra delen av Sydkorea, 80 km nordost om huvudstaden Seoul. 